# United Autosports
United Autosports es un equipo de carreras de automóviles deportivos fundado por el empresario estadounidense Zak Brown y el expiloto de carreras británico Richard Dean.
El equipo está disputando el Campeonato Mundial de Resistencia de la FIA, European Le Mans Series y Michelin Le Mans Cup en 2020.
United Autosports también prepara y compite con una variedad de autos de carrera históricos en eventos en todo el mundo, como el Rolex Monterey Motorsports Reunion y los clásicos de Le Mans y Silverstone.
Desde la fundación del equipo en 2009, United Autosports ha competido en carreras de resistencia de alto perfil en todo el mundo, incluidas las 24 horas de Spa, las 12 horas de Bathurst, las 12 horas del Golfo, y las 24 horas de Dubái, 24 Horas de Daytona de Rolex, Copa Intercontinental de Le Mans, Copa GT de Macao, y Petit Le Mans. Además de participar en otros campeonatos como el Campeonato Británico de Turismos, GT Cup, European Supercar Challenge, Ginetta GT4 Supercup, FIA GT3 European Championship, y Blancpain Endurance Series y el British GT Championship .
United Autosports tiene asociaciones con dos equipos de automovilismo de renombre mundial, Walkinshaw Andretti United en Australia y Andretti Autosport, con sede en Estados Unidos. Andretti y United se han unido para disputar la temporada inaugural de Extreme E, una serie de carreras todoterreno que comienza en enero de 2021, compitiendo con vehículos SUV eléctricos.
United Autosports ha contratado con frecuencia a pilotos invitados para competir en los autos de carrera del equipo en eventos clave, incluidos Fernando Alonso, Mark Blundell, David Brabham, Martin Brundle, Eddie Cheever, Paul di Resta, Johnny Herbert, Stefan Johansson, Arie Luyendyk, Juan Pablo Montoya, Bruno Senna y Markus Winkelhock. Las alineaciones de pilotos del equipo también han presentado a algunos de los mejores pilotos de carreras profesionales prometedores, como Brendon Hartley, Alex Lynn y Lando Norris.

## Historia

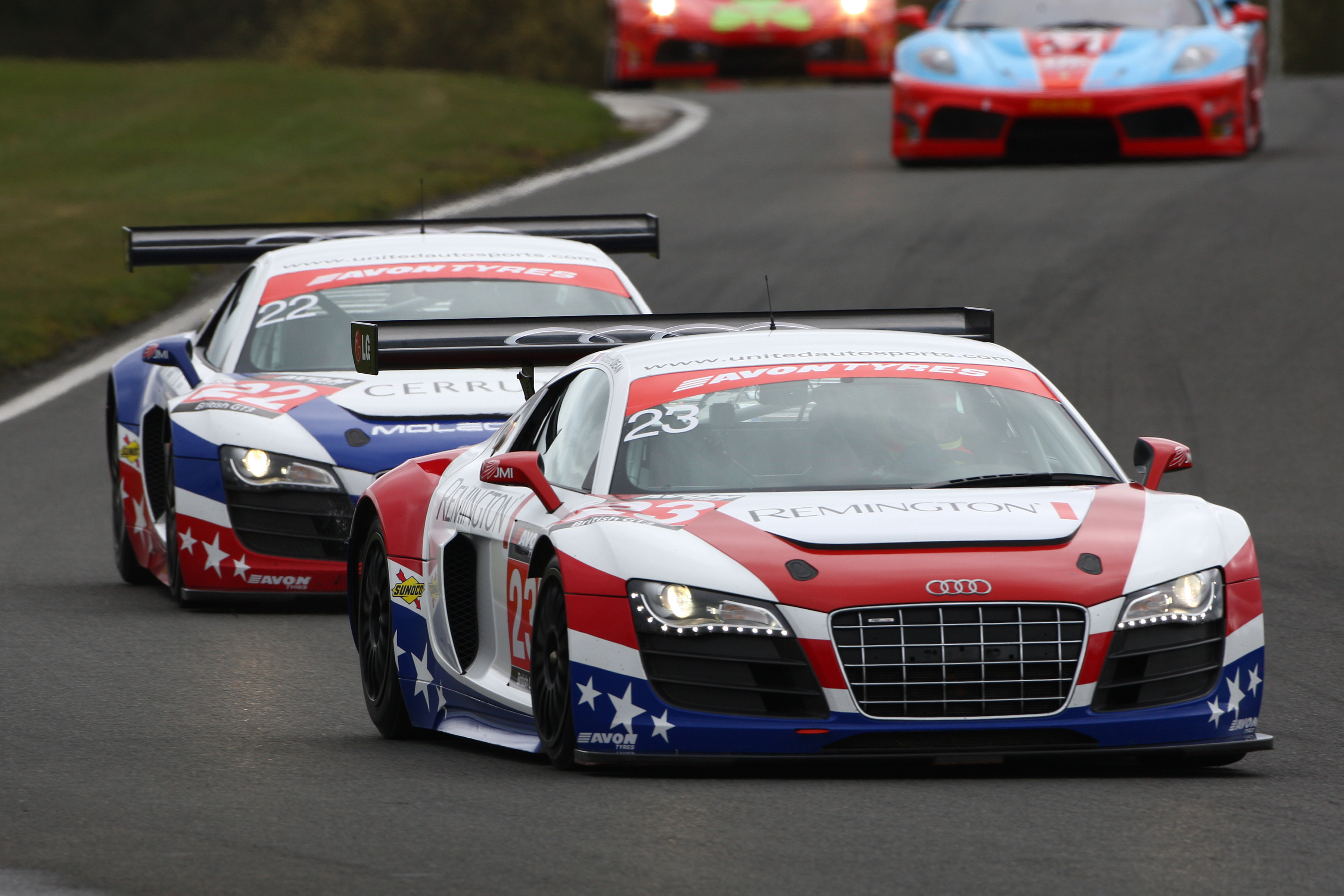
Dos Audi R8 LMS de United del FIA GT3 2010.

### 2010
Los mejores resultados del equipo en 2010 fueron podios en el Campeonato de Europa FIA GT3 2010, 24 Horas de Spa, 1000 km de Zhuhai y el Gran Premio de Macao.

### 2011
El equipo se asoció con Michael Shank Racing para las 24 Horas de Daytona de Rolex 2011, terminando cuarto en la clase de prototipos. El prototipo Ford Riley Daytona fue conducido por Martin Brundle, Mark Blundell, Mark Patterson y Zak Brown.
United Autosports compitió en el Campeonato Británico de GT de 2011 con Matt Bell, John Bintcliffe, Jay Palmer y Mike Guasch.
También disputaron el Campeonato Europeo FIA GT3 con Matt Bell, Zak Brown, Joe Osborne y Mark Patterson. Ese año también participaron en el Petit Le Mans 2011, con los pilotos Mark Patterson, Stefan Johansson y Zak Brown.

### 2012
En enero, el equipo debutó en las 24 Horas de Dubái con dos coches Audi R8 LMS. El equipo también se convirtió en uno de los primeros clientes del McLaren MP4-12C GT3 y corrió dos ejemplares en la Blancpain Endurance Series para los pilotos Zak Brown, Mark Blundell, Mark Patterson, Álvaro Parente, Matt Bell y David Brabham. Aunque todavía compitieron con el Audi R8 LMS en el Campeonato Británico de GT de 2012, cambiaron a McLarens para las últimas rondas de la serie nacional del Reino Unido. United Autosports le dio al McLaren MP4-12C GT3 la primera victoria del modelo en Snetterton en el Campeonato Británico de GT con Matt Bell y Charles Bateman al volante. Bell y Bateman consiguieron más victorias en el British GT Championship en Silverstone y también en Donington Park para Zak Brown y Álvaro Parente.

### 2013
En 2013, United Autosports ingresó una vez más en el Campeonato Británico de GT con dos autos McLaren MP4-12C GT3 y el único Audi R8 LMS ultra restante. Matt Bell y Mark Patterson quedaron segundos en el campeonato después de sumar tres podios y una victoria en la ronda final en Donington Park. Se perdieron el título en su Audi por solo medio punto. Sin embargo, esta fue la temporada en la que el equipo ganó su primer título de campeonato, con Jim y Glynn Geddie en su McLaren MP4-12C GT3 mientras lograban la victoria en el European Supercar Challenge.

### 2014
La nueva temporada vio a United Autosports expandirse a un nuevo territorio y disputar el Campeonato Británico de Turismos con un par de Toyota Avensis Touring Cars y los pilotos James Cole y Glynn Geddie. El equipo también participó en la carrera de apoyo de la Supercopa Ginetta GT4 2014 con Luke Davenport y Carl Breeze, ganando el título por equipos al final del año.
United Autosports disputó el campeonato GT Cup en 2014 y ganó la general y el campeonato GTO con Jim Geddie en su McLaren MP4-12C GT3. También continuaron con su Audi R8 LMS ultra en el Campeonato Británico de GT.

### 2015
El equipo regresó al campeonato GT Cup en 2015 con el Audi R8 LMS ultra y el piloto Phil Burgan. También pusieron en marcha planes para pasar a las carreras de prototipos con dos coches LMP3 en la European Le Mans Series.

### 2016
United Autosports hizo el debut del equipo en la European Le Mans Series en Silverstone en abril con un par de autos deportivos Ligier JS P3 y pilotos Alex Brundle, Mike Guasch, Christian England, Mark Patterson, Wayne Boyd y Matt Bell . El equipo ganó las tres primeras carreras y anotó ocho podios durante todo el año, ganando los campeonatos de equipos y de pilotos con una ronda restante. El equipo también participó en la carrera inaugural Road to Le Mans, una de las carreras de apoyo a las 24 Horas de Le Mans, con el expiloto de F1 Martin Brundle emparejándose con Christian England . Brundle tomó la pole position. El dúo estadounidense Guy Cosmo y Mike Hedlund estaban al volante del segundo Ligier, con Guy Cosmo anotando la vuelta más rápida de la carrera y estableciendo el récord de vuelta LMP3 en el Circuit de la Sarthe .

### 2017
United Autosports hizo la primera aparición del equipo en LMP2 al inscribir un Ligier JS P217 en la European Le Mans Series 2017 . Filipe Albuquerque, Will Owen y Hugo de Sadeleer obtuvieron dos victorias, tres podios en total, para terminar subcampeones en la clasificación del campeonato. En junio, el trío también se combinó para debutar en las 24 Horas de Le Mans de United Autosport, terminando cuarto en la clase LMP2 (quinto en la general). El equipo también regresó con sus dos prototipos deportivos Ligier JS P3 y defendió con éxito su título LMP3 ELMS, cortesía de John Falb y Sean Rayhall (EE. UU.).
El equipo con sede en el Reino Unido también inscribió un par de autos Ligier LMP3 en la Copa Michelin Le Mans, mientras que en apoyo de su negocio Ligier en el Reino Unido, United Autosports también ayudó a lanzar y luego compitió en el Campeonato de la Copa Henderson Insurance LMP3. Los pilotos estadounidenses CJ Wilson y Andrew Evans, junto con Tony Wells y el habitual de United, Matt Bell corrieron con los prototipos deportivos Ligier JS P3 del equipo.

### 2018
A través de una participación del 25% en Walkinshaw Andretti United, United Autoports ingresó al Campeonato de Supercoches 2018. El equipo es copropietario de Ryan Walkinshaw, hijo de Tom Walkinshaw de los equipos Tom Walkinshaw Racing y la operación Andretti Autosport de Michael Andretti.
El equipo fichó a la leyenda de la Fórmula 1 y dos veces campeón del mundo Fernando Alonso, piloto de reserva y de pruebas de McLaren F1 2018 Lando Norris y al ex campeón de F1 y DTM Paul di Resta para las 24 Horas de Rolex 2018 de Daytona. Este último, junto con Hugo De Sadeleer, Will Owen y Bruno Senna, terminó cuarto en la general.
Hugo de Sadeleer, Will Owen y Juan Pablo Montoya lograron un tercer puesto en Le Mans con su Ligier JS P217 mientras que en el ELMS, United registró cuarto (LMP2) y tercero (LMP3) en la clasificación del equipo final. El equipo angloamericano debutó en la Asian Le Mans Series 2018-19, ganando el título con los corredores de LMP2 Phil Hanson y Paul Di Resta y obteniendo el segundo lugar en LMP3.

### 2019
El United ocupó el cuarto lugar tanto en LMP2 como en LMP3 en el Campeonato de Europa de Equipos de la Serie Le Mans, pero 2019 marcó un hito importante ya que el equipo hizo su participación completa en el Campeonato Mundial de Resistencia de la FIA, con un Oreca 07, para Phil Hanson, Filipe Albuquerque y Paul Di Resta. Los podios en Japón y China y luego una primera victoria en la clase WEC LMP2 en Baréin vieron al United cerrar el año en segundo lugar en la clasificación y la serie continuó hasta 2020 con tres carreras más, que culminaron en Le Mans para las 24 Horas en septiembre.

### 2020

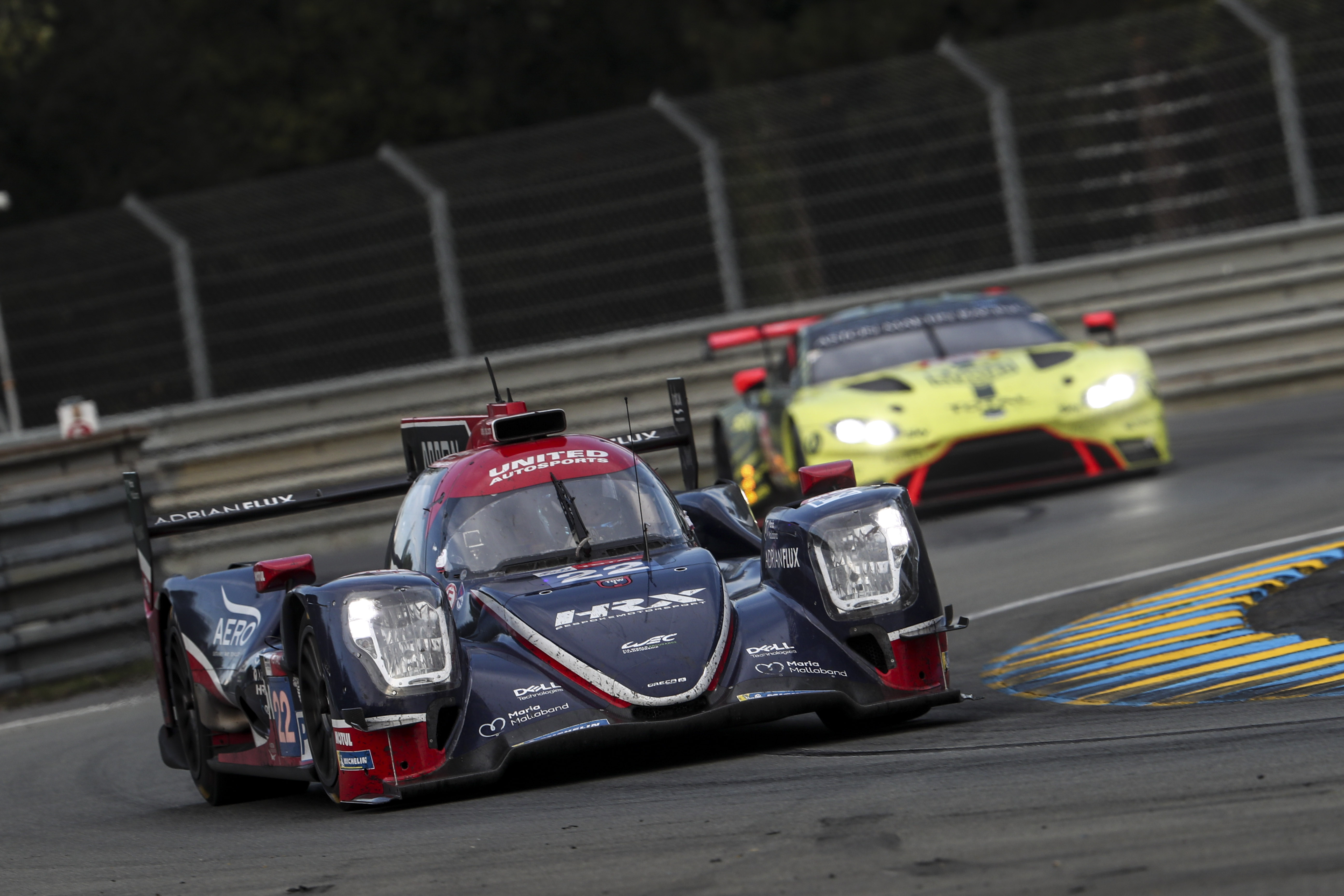
Paul Di Resta, Phil Hanson y Filipe Albuquerque ganaron la clase LMP2 para United Autosports en las 24 Horas de Le Mans 2020, septiembre de 2020

La victoria en CoTA en febrero le valió a United una ventaja temprana en el Campeonato WEC LMP2, pero las carreras se suspendieron debido a la pandemia de Coronavirus (pandemia de COVID-19 ), la serie se reanudó solo en agosto en Spa, donde Hanson, Albuquerque y di Resta salió victorioso una vez más. El trío siguió esto con una victoria de clase en las 24 Horas de Le Mans retrasadas en septiembre para hacerse con el Campeonato LMP2 con una carrera de sobra. Estados Autosports comenzó su búsqueda de ELMS éxito el título al ganar los LMP2 y LMP3 categorías en las dos primeras carreras en el Paul Ricard y Spa. Un regreso a Paul Ricard para la Ronda 3, el "Le Castellet 240", a finales de agosto vio una tercera victoria consecutiva en LMP2 para el United, ampliando la ventaja del equipo. Phill Hanson y Filipe Albuquerque ganaron el Campeonato de Europa de la Serie Le Mans en Monza y se llevaron el título después de ganar la carrera. Se convirtieron en los primeros pilotos en ganar los campeonatos WEC, Le Mans 24H y ELMS en una sola temporada y United se convirtió en el primer equipo en ganar el Campeonato Mundial de Resistencia FIA (LMP2), la Serie Europea de Le Mans y las 24 Horas de Le Mans. (LMP2) todos en el mismo año. Finalmente, United Autosports también se aseguró el Campeonato ELMS LMP3 por tercera vez: Wayne Boyd, Tom Gamble y Rob Wheldon ganaron la última carrera de cuatro horas en Portimão para hacerse con el tercer título por equipos de United en los últimos cinco años. El trío logró tres victorias, un tercer lugar y cuatro poles.
En julio de 2020, United anunció su entrada en la serie Extreme E conAndretti Autosport, creando un nuevo equipo: Andretti United Extreme E. El equipo británico se asociará con la estadounidense Andretti Autosport para una temporada inaugural de vehículos eléctricos, fuera de línea. SUV de carretera compitiendo en 2021 con el británico Catie Munnings y Timmy Hansen, de Suecia, compitiendo para el equipo. United Autosports ingresará a la GT4 European Series en 2021 con un par de autos McLaren 570S GT4.

### Carreras de clásicos
Aparte de sus actividades de carreras modernas, United Autosports también participa en carreras autos clásicos y en la preparación de autos históricos para la competición. La colección de autos del equipo abarca muchas décadas y series de carreras, e incluye el Senna McLaren MP4/6 de 1991, el Williams FW07 ganador del campeonato Alan Jones de 1980 y un Jackie Stewart March 701 de 1970. También mantienen y compiten con autos deportivos como el Porsche 962 de 1986 y el Porsche 935 JLP-3. El equipo participa en muchos eventos históricos de prestigio en todo el mundo, incluido el Rolex Monterey Motorsports Reunion, el Le Mans Classic, y el fin de semana anual Silverstone Classic entre otros.

## Resultados

### 24 Horas de Le Mans
| Año     | Equipo                | N.º | Pilotos               | Automóvil                                     | Clase | Vueltas | Pos. | Pos. Clase |
| ------- | --------------------- | --- | --------------------- | --------------------------------------------- | ----- | ------- | ---- | ---------- |
| 2017    | United Autosports     | 32  | Ligier JS P217-Gibson | Will Owen Hugo de Sadeleer Filipe Albuquerque | LMP2  | 362     | 5.º  | 4.º        |
| 2018    | United Autosports     | 22  | Ligier JS P217-Gibson | Phil Hanson Paul di Resta Filipe Albuquerque  | LMP2  | 288     | DNF  | DNF        |
| 2018    | United Autosports     | 32  | Ligier JS P217-Gibson | Hugo de Sadeleer Will Owen Juan Pablo Montoya | LMP2  | 365     | 7.º  | 3º         |
| 2019    | United Autosports     | 22  | Ligier JS P217-Gibson | Phil Hanson Paul di Resta Filipe Albuquerque  | LMP2  | 364     | 9.º  | 4.º        |
| 2019    | United Autosports     | 32  | Ligier JS P217-Gibson | Ryan Cullen Alex Brundle Will Owen            | LMP2  | 348     | 19.º | 14.º       |
| 2020    | United Autosports     | 22  | Oreca 07-Gibson       | Phil Hanson Paul di Resta Filipe Albuquerque  | LMP2  | 370     | 5.º  | 1º         |
| 2020    | United Autosports     | 32  | Oreca 07-Gibson       | Will Owen Alex Brundle Job van Uitert         | LMP2  | 359     | 17.º | 13.º       |
| 2021    | United Autosports     | 22  | Oreca 07-Gibson       | Filipe Albuquerque Phil Hanson Fabio Scherer  | LMP2  | 328     | 40.º | 18.º       |
| 2021    | United Autosports     | 23  | Oreca 07-Gibson       | Wayne Boyd Alex Lynn Paul di Resta            | LMP2  | 361     | 9.º  | 4.º        |
| 2021    | United Autosports USA | 32  | Oreca 07-Gibson       | Jonathan Aberdein Nico Jamin Manuel Maldonado | LMP2  | 75      | DNF  | DNF        |
| Fuente: |                       |     |                       |                                               |       |         |      |            |